# Sail Bremerhaven
Pour les articles homonymes, voir Sail.
Le Sail Bremerhaven est un rassemblement de grands voiliers organisé au port de Bremerhaven, en Allemagne. Il est un des évènements importants du monde de la mer en Europe et au monde.

## Histoire
La première édition s'est tenue en 1986. Elle a été suivie par les manifestations des années 1990, 1992 et 1995. Une décision fut prise de faire ce grand rassemblement tous les 5 ans.

Les éditions suivantes eurent lieu :
- lors de l'Exposition universelle de 2000 de Hanovre,
- du 10 au 14 août 2005,
- du 25 au 29 août 2010 [1],
- du 12 au 16 août 2015 [2],
- du 12 au 16 août 2016,
- du 19 au 23 août 2020, annulée à cause de l'épidémie de COVID-19.

### Les autres manifestations dans le monde
- Les Tall Ships' Races
- Le Sail Amsterdam (Pays-Bas)
- L'Armada de Rouen (France)
- Les Fêtes maritimes de Brest (France)
- Les Fêtes maritimes en France